# Красное Село (Калининградская область)
Красное Село — посёлок в Неманском районе Калининградской области. Входит в состав Неманского городского поселения.

## Население
| 2002 | 2010 |
| ---- | ---- |
| 184  | ↘116 |

## История
Населенный пункт Ангервизе в 1946 году был переименован в посёлок Красное Село.